# Лавин, Мишка
Мишка Лавин (фр. Mishka Lavigne) — канадский драматург. Она является двукратным лауреатом Премии генерал-губернатора за франкоязычную драму, за «Гавра» на Премии генерал-губернатора 2019 года и за «Копо» на Премии генерал-губернатора 2021 года. 
Выпускница Оттавского университета, она была первым писателем за пределами Квебека, получившим премию GG в категории драмы после Эммы Аше в 2004 году.
Вместе с Кристофом Бернаром она была одним из победителей Приза Квебека-Онтарио от Салона дю Ливр в Торонто в 2017 году за свою первую опубликованную пьесу «Кино».